# 厚木国際カントリー倶楽部
厚木国際カントリー倶楽部（あつぎこくさいカントリーくらぶ）は、神奈川県厚木市下荻野に広がるゴルフ場である。

## 概要
厚木国際カントリー倶楽部は、1955年（昭和30年）、厚木市の市長・波多野元正から「厚木市活性化のためにゴルフ場を造りたい」という提案が、矢下治蔵の元に届いたことに始まる。波多野は、池袋駅による地域活性化の成功を目のあたりにしての行動であった。矢下は、1904年（明治37年）、長野県生まれ、鉄道教習所を卒業し鉄道マンから実業界入り手腕を発揮した。矢下は、波多野の提案に賛同し、1958年（昭和33年）9月5日、新たなゴルフ場の建設に向けて「厚木国際ゴルフ場株式会社」を設立、社長に矢下が就任した。ゴルフ場建設用地は、厚木市郊外の荻野丘陵を買収、会員制の開かれたメンバーシップの倶楽部を目指した。
コース設計は、水谷準に依頼、詳細設計と現場監理は、霞ヶ関カンツリー倶楽部、我孫子ゴルフ倶楽部などのメンバーでもある矢下自らが行った。1959年（昭和34年）11月8日、18ホールのコースが完成、開場された。1961年（昭和36年）、現在の東コースのアウト9ホールを増設、1964年（昭和39年）11月、現在の西コースの9ホールを増設、36ホール規模のゴルフ場となった。
コースは、厚木市郊外の丘陵地にあり、大山や丹沢連峰が一望でき、小鮎川の流れが望める丘陵コースである。西コースは、全般にフラットで距離も十分あり、フェアウエイは広くダイナミックなコースである。東コースは、2014年（平成26年）から全面改修が行われ、2020年（令和2年）に完成された。新たな東コースは、相模川の水をメインテーマとし、18ホール中10ホールに池やクリーク等を絡ませ、戦略性と造形美を兼ね備えたコースにリニューアルされた。

## 所在地
〒243-0203 神奈川県厚木市下荻野1920番地

## コース情報
- 開場日 - 1959年11月8日
- 設計者 - 矢下 治蔵
- 面積 - 1,300,000m2（約39.2万坪）
- コースタイプ - 丘陵コース
- コース - 36ホールズ、パー144、13,293ヤード、コースレート 西コース72.2 東コース 72.2
- グリーン - 西 2グリーン、A ペンクロス  B ドミネント  東１グリーン 007とタイイの混合
- ハザード - バンカーの101、池が絡むホール10
- プレースタイル - 乗用カート(5人乗り)キャディ付き
- 練習場 - 18打席 280ヤード、バンカー、アプローチグリーン、グラスバンカーの総合練習場、12打席 60ヤードの鳥かご練習場
- 休場日 - 毎週火曜日（セルフデイ）、1月1日[2][3]

## クラブ情報
- ハウス面積 - 7,600m2（2,299坪）
- ハウス設計 - 辰建設株式会社
- ハウス施工 - 辰建設株式会社[3]

## ギャラリー
- コース - 「厚木国際カントリー倶楽部」、ゴルフコース案内
- ハウス - 「厚木国際カントリー倶楽部」、施設案内

## 交通アクセス
鉄道
- 小田急線 - 本厚木駅よりクラブバス利用 約15分
- 本厚木駅より徒歩4分に厚木国際ビル4階にて待合・チェックイン専用ラウンジが2017年に開設

道路
- 東名高速道路 - 厚木ICより 約20分
- 圏央道 - 圏央厚木ICより 約25分[4]

## エピソード
- 日本停車場株式会社の社長・矢下治蔵は、敗戦直後、「民衆駅を造れば駅周辺の風紀も治り、都市活性化にもなる」と、池袋駅を造り、1階に地権者の国鉄、2階以上には百貨店などのテナント入れた民衆駅を造った[5]。
- ゴルフ場建設に向けた開発許可において、神奈川県当局の許可の際「土、日、祭日にもメンバー以外のゲストもプレーできるコースを」という要請があったが、矢下治蔵はそれに賛同した[5]。

## 関連文献
- 『実業界 10月(156)』、「オープン迫る厚木国際カントリー倶楽部」、実業界編、東京 実業界、1959年10月、2020年7月8日閲覧
- 『ゴルフ場ガイド 東版』2006-2007、「厚木国際カントリー倶楽部（神奈川県）」、東京 ゴルフダイジェスト社、2006年5月、2020年7月8日閲覧
- 『美しい日本のゴルフコース BEAUTIFUL GOLF CULTURE IN JAPAN 日本のゴルフ110年記念 ゴルフは日本の新しい伝統文化である』、ゴルフダイジェスト社、「美しい日本のゴルフコース」編纂委員会編、東京 ゴルフダイジェスト社、2013年12月、2020年7月8日閲覧